# Station Łaziska Górne
Station Łaziska Górne is een spoorwegstation in de Poolse plaats Łaziska Górne.